# Euphorbia engleriana
Euphorbia engleriana es una especie fanerógama perteneciente a la familia de las euforbiáceas.  Es originaria de  África.
En el año 2014 algunos autores la incluyen como un sinónimo de Euphorbia lignosa

## Taxonomía
Euphorbia engleriana fue descrita por Moritz Kurt Dinter y publicado en Repertorium Specierum Novarum Regni Vegetabilis 17: 263. 1921.
Etimología
Euphorbia: nombre genérico que deriva del médico griego del rey Juba II de Mauritania (52 a 50 a. C. - 23), Euphorbus, en su honor – o en alusión a su gran vientre –  ya que usaba médicamente Euphorbia resinifera. En 1753 Carlos Linneo asignó el nombre a todo el género.
engleriana: epíteto otorgado en honor del  botánico alemán Heinrich Gustav Adolf Engler (1844-1930), famoso por sus estudios de fitogeografía y taxonomía y por  la publicación de numerosos trabajos científicos como Syllabus der Pflanzenfamilien. Fue fundador y director hasta su fallecimiento de la afamada revista científica Botanische Jahrbücher für Systematik, Pflanzengeschichte und Pflanzengeographie.